# 厳斗一
厳斗一（オム・トゥイル、1971年6月12日 - ）は、ITFテコンドーの指導者・師賢（マスター）。テコンドー・オムスクール代表。日本国際テコンドー協会 (ITF-JAPAN) 理事を務める。

## 人物・来歴
京都府で在日コリアン3世として生まれる。1982年11月、ITFテコンドー日本普及開始時の一期生として、11歳よりテコンドーを始める。1988年、17歳の時に第6回世界選手権（ハンガリー・ブダペスト）の日本代表に選抜され、黄秀一らと男子団体型の部で金メダルを獲得。速水勇、黄秀一とともに「テコンドー三羽烏」と呼ばれ、1990年代のITFテコンドーを代表する選手の1人として活躍した。1991年4月、大学入学資格検定に合格し、青山学院大学経営学部入学。
大学卒業後、1997年9月に会計事務所のKPMGピートマーウィック入社。2000年2月、同社を退社するとともに日本におけるテコンドー普及を事業目的とした会社を設立、東京都・千葉県でテコンドーの指導にあたる。選手としては2001年・2002年の全日本選手権を2連覇、2002年にはMVPを獲得した。
現役引退後は、自身の名を冠した「テコンドー・オムスクール」の代表として後進の指導と育成に尽力。国際大会で活躍する選手達を輩出している。また、雑誌・月刊フルコンタクトKARATEの連載「厳斗一の日々雑感～テコンドー・インストラクターの毎日～」を執筆していた。
2019年8月24日、昇段審査で7段に昇段、師賢（マスター）の称号を授与された。
身長175cm、体重65kg。東京都足立区在住。

## 主な戦績
- 1988年4月 - 第6回世界テコンドー選手権大会（ハンガリー・ブダペスト）男子団体型優勝。17歳で日本代表の一人として選抜された。
- 1990年4月 - 第1回全日本大会ライト級準優勝
- 1990年8月 - 第7回世界テコンドー選手権大会（カナダ・モントリオール）日本代表
- 1991年4月 - 第2回全日本大会ヘビー級優勝
- 1992年4月 - 第3回全日本大会ライト級準優勝
- 1992年9月 - 第8回世界テコンドー選手権大会（北朝鮮・平壌）日本代表。3段型準優勝[4]
- 1993年4月 - 第4回全日本大会ライト級優勝
- 1994年4月 - 第5回全日本大会ミドル級準優勝
- 2001年6月 - 第12回全日本大会ライト級優勝
- 2002年6月 - 第13回全日本大会ライト級優勝・3段型優勝、同大会MVP獲得

## テコンドー・オムスクール
厳斗一は自身の名を冠したテコンドースクール「テコンドー・オムスクール」を主宰している。同スクールは、東京都足立区、千葉県柏市、千葉市等で教室を開いている。

### 出身選手
オムスクールは日本代表選手を輩出しており、国際大会での戦績を残している。
- 椿順子
  - 2005年7月 - 第14回世界選手権（オーストラリア・サンシャインコースト）女子団体組手 第3位、女子団体型 第3位
  - 2006年7月 - 第2回世界ベテラン選手権（ブルガリア・ソフィア）女子組手-54kg級 優勝、女子1段型 優勝
  - 2007年4月 - 第15回世界選手権（スロベニア・ブレッド）、女子団体型 準優勝
  - 2008年9月 - 第3回世界ベテラン選手権（ウズベキスタン・タシケント）女子2段型 優勝、女子組手-54kg級 準優勝
  - 2010年8月 - 第4回世界ベテラン選手権（ベラルーシ・ミンスク）女子3段型 優勝、女子組手-54kg級 優勝
- 赤木美千子
  - 2005年7月 - 第14回世界選手権（オーストラリア・サンシャインコースト）女子団体組手 第3位
  - 2006年11月 - 第3回アジア選手権（インド・ニューデリー）女子組手-45kg級 優勝、女子団体組手 第3位、女子団体型 第3位
  - 2007年4月 - 第15回世界選手権（スロベニア・ブレッド）女子組手-45kg級 第3位、女子団体型 準優勝
- 野本大輔
  - 2006年11月 - 第3回アジア選手権（インド・ニューデリー）男子組手-64kg級 第3位
- 寺島亮介
  - 2006年11月 - 第3回アジア選手権（インド・ニューデリー）男子組手-85kg級 第3位